# گری گولدمن
گری گولدمن (انگلیسی: Gary Goldman؛ زادهٔ ۱۷ نوامبر ۱۹۴۴) کارگردان، تهیه‌کننده، انیماتور، نویسنده و دوبلر اهل ایالات متحده آمریکا است. معروفیت او بیشتر برای همکاری با دان بلوث و ساخت انیمیشن آناستازیا، یک داستان آمریکایی و زمین قبل از زمان اشاره کرد.
وی قبل از همکاری با بلوث در دیزنی انیماتور بود.

## کودکی
گولدمن در اوکلند، کالیفرنیا به دنیا آمد و در واتسون ویل، کالیفرنیا بزرگ شد. در دوران جوانی در حالیکه به ورزش از جمله بیس بال و فوتبال علاقه‌مند بود پیانو خواند و به ساخت مدل و طراحی علاقه داشت. قبل از اینکه وارد دنیای هنر شود، از سال ۱۹۶۲ تا ۱۹۶۷ به عنوان تکنسین برق در نیروی هوایی ایالات متحده آمریکا مشغول به کار بود. در سال ۱۹۶۹ مدرک فوق دیپلم هنر از دانشگاه کابریلو و در سال ۱۹۷۱ لیسانس طراحی فیگور را از دانشگاه هاوایی دریافت می‌کند.

## فعالیت‌ها
دیزنی
گولدمن در فوریه ۱۹۷۲ در شرکت والت دیزنی مشغول بکار شد. اولین کار او بیتوین زن انیماتور افسانه ای دیزنی، فرانک توماس بود برای انیمیشن رابین هود (فیلم ۱۹۷۳) بود. او بعدها با دان بلوث به عنوان انیماتور برای وینی پو و تایگر و نجات دهندگان همکاری کرد و بعد کارگردان انیماتور اژدهای پیت و موجود کوچک شد.

## بعد از دیزنی
به دلیل عدم توافق در تولید و داستان، گولدمن، بلوث و پمروی از والت دیزنی استعفا دادند و در سال ۱۹۷۹ استودیوی مستقل خود به نام استودیوی دان بلوث را تأسیس کردند.